# گروه حبیب
گروه حبیب (انگلیسی: Habib Group) شرکت خوشه‌ای بنگلادشی است، که در سال ۱۹۴۷ تأسیس شد.